# Kup europskih prvaka 1971./72. (košarka)
Ovo je petnaesto izdanje Kupa europskih prvaka u košarci. Sudjelovale su 24 momčadi. Završnica je odigrana u Tel Avivu 23. ožujka 1972. Jugoslavija je imala jednog predstavnika: Jugoplastiku Split.

## Turnir

### Poluzavršnica
- Ignis Varese -  Panathinaikos 69:55, 70:78
- Real Madrid -  Jugoplastika Split 89:81, 69:80

### Završnica
- Ignis Varese -  Jugoplastika Split 70:69

- europski prvak:  Ignis Varese (drugi naslov)
  - sastav ([1]): Edoardo Rusconi, Ottorino Flaborea, Graziano Malachin, Walter Vigna, Marino Zanatta, Paolo Vittori, Aldo Ossola, Dino Meneghin, Tony Gennari, Ivan Bisson, Manuel Raga, trener Aleksandar Nikolić